# 邓祖禹 (民国)

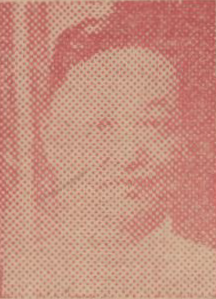
鄧祖禹

鄧祖禹（1891年—20世纪），生于今江西省宜春市，民國時期人物。
1924年，於日本明治大學法科學士畢業。擔任汪伪政权首都警察廳長、常務次長、政務次長等職。1943年5月6日，特任日治時期江西省長。